# Undress to the Beat
Undress to the Beat è il settimo album in studio della cantante tedesca Jeanette Biedermann, pubblicato nel 2009 a nome Jeanette.

## Tracce
1. No Rules (G. Black, Kyösti Salokorpi, Joel Melasniemi) – 3:22
2. Undress to the Beat (Johan Bobäck, Christian Fast, Marica Lindé, Mans Ek) – 3:47
3. Chasing a Thrill (Rob Davis, Peter Wright, Fransisca Balke) – 3:31
4. Teach Me How to Say Goodbye (Evan Rogers, Carl Sturken) – 3:49
5. Wild at That (Anders Wollbeck, Daniel Presley, Mattias Lindblom) – 3:17
6. Feline (Davis, Wright, Balke, Paul Longland) – 3:30
7. Solitary Rose (Jeanette Biedermann, Carl Falk, AJ Junior) – 3:02
8. Freak Out (Tony Kanal, Jimmy Harry, Lyrica Anderson) – 3:50
9. In Or Out (Biedermann, Falk, AJ Junior) – 3:37
10. I Feel Love (Roger Olsson, George Nakas, Klas Wahl, Axel Hedfors, Shridar Solanki) – 4:07
11. Material Boy (Don't Look Back) (Thomas Troelsen, Remee) – 4:20
12. This Love (Georgie Dennis, Sean Creasey) – 3:13
13. All Mine (Nermin Harambasic, Anne Judith Wik, Ronny Svendsen, Robin Jenssen) – 3:31

Deluxe edition
1. Undress to the Beat (Eddie Thoneick dub remix) – 5:32
2. Undress to the Beat (Alex Os'kin & Michael Haase remix) – 8:41
3. Undress to the Beat (Infrarohd remix) – 3:49
4. Walking Through the Fire (Biedermann, Jörg Weisselberg) – 3:23
5. Don't Forget to Say I Love You (Biedermann, Weisselberg) – 4:21